# Elono (Cameroun)
Elono est un village de la région Est du Cameroun situé dans le département du Haut-Nyong. Il se trouve plus précisément dans l'arrondissement de Nguelemendouka et dans le quartier de Nguelemendouka-ville.

## Population
En 2005, le village d'Elon comptait  2 260 habitants dont : 1 207 hommes et 1 053 femmes.